# Nepenthes clipeata
Nepenthes clipeata är en tvåhjärtbladig växtart som beskrevs av Danser. Nepenthes clipeata ingår i släktet Nepenthes och familjen Nepenthaceae. Inga underarter finns listade i Catalogue of Life.